# 茶花女 (歌劇)
《茶花女》（義大利語：La traviata）是由朱塞佩·威尔第作曲的三幕歌劇。
意大利文劇本由皮亞威（Francesco Maria Piave）編寫，改編自小仲马於1848年出版的小說《茶花女》（The Lady of the Camellias，La dame aux Camélias）。歌劇於1853年3月6日在威尼斯鳳凰歌劇院首演。作品名稱“La traviata”解作“迷途婦人”，或“失落的人”。
故事的原著小說，亦被改拍成電影《茶花女》（Camille，1936）。《情陷紅磨坊》（Moulin Rouge!，2001）亦是以茶花女作藍本改編。

## 角色
- 主角
  - Violetta Valery—女高音.
  - Alfredo Germont—男高音
  - Giorgio Germont—男中音
  - Flora Bervoix—女中音

- 其他角色
  - Annina—女高音
  - Gastone—男高音
  - Barone Douphol－男中音
  - Marchese d'Obigny—男中音
  - Dottore Grenvil—男低音
  - Giuseppe—男高音
  - Domestico di Flora—男低音
  - Commissionario—男低音

#### 在Violetta巴黎的寓所

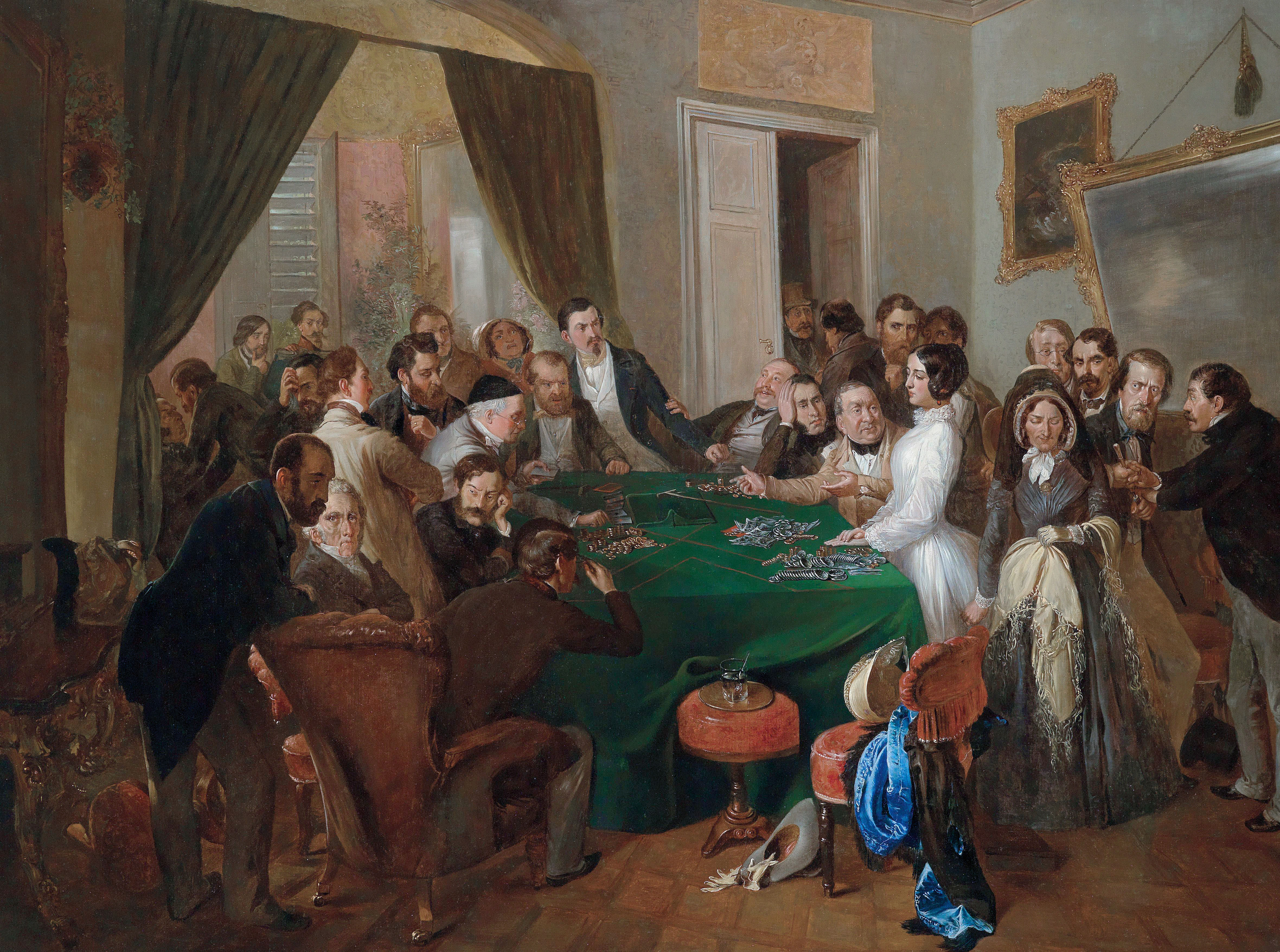
Violetta的派對

#### 場景2：在Flora的寓所內

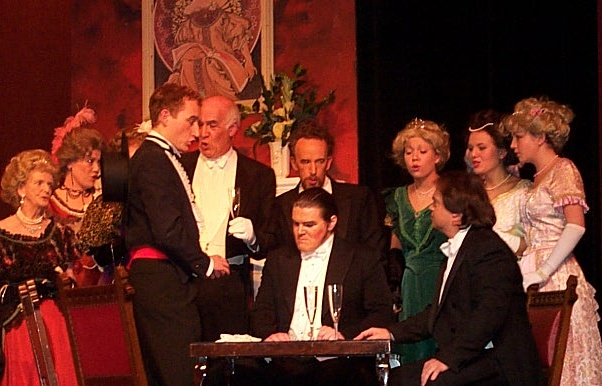
Flora的派對

## 外部連結
- 茶花女義大利文/中文全劇對譯
- 茶花女故事大綱
- Opera Guide故事，劇本，重點
- Ah! Fors' é Lui - 古腾堡计划：mp3錄音
- Vocal score at VARIATIONS （页面存档备份，存于）：聲樂曲譜（1899年版本掃描）
- Orchestra score at VARIATIONS （页面存档备份，存于）：交響樂團曲譜（舊版掃描）